# Campeonato Mundial de Remo de 1975
O Campeonato Mundial de Remo de 1975 foi a quinta edição do Campeonato Mundial de Remo, foi realizado no Holme Pierrepont National Watersports Centre em Nottingham, Reino Unido.

## Resultados

### Masculino
| Evento               | Ouro | Prata | Bronze |
| -------------------- | --- | --- | --- |
| Scull ind. M1X       | Peter-Michael Kolbe · Alemanha Ocidental ·                                                                        | Sean Drea · Irlanda ·                                                                                      | Martin Winter · Alemanha Oriental ·                                                                                  |
| Doble scull M2X      | Alf Hansen · Frank Hansen · Noruega ·                                                                             | Joachim Dreifke · Jürgen Bertow · Alemanha Oriental ·                                                      | Chris Baillieu · Michael Hart · Reino Unido ·                                                                        |
| Quatro scull M4X     | Stefan Weiße · Wolfgang Güldenpfennig · Wolfgang Hönig · Christof Kreuziger · Alemanha Oriental ·                 | Jaroslav Hellebrand · Zdeněk Pecka · Václav Vochoska · Filip Koudela · Tchecoslováquia ·                   | Vytautas Butkus · Yuri Yakimov · Aivar Lazdenieks · Evgeni Duleyev · União Soviética ·                               |
| Dois sem M2-         | Bernd Landvoigt · Jörg Landvoigt · Alemanha Oriental ·                                                            | Georgi Georgiev · Valentin Stoyev · Bulgária ·                                                             | van der Horst · Boeschoten · Países Baixos ·                                                                         |
| Dois com M2+         | Jörg Lucke · Wolfgang Gunkel · Bernd Fritsch (t) · Alemanha Oriental ·                                            | Ryszard Stadniuk · Grzegorz Stellak · Ryszard Kubiak (t) · Polónia ·                                       | Hitzbleck · Jäger · Hocke (t) · Alemanha Ocidental ·                                                                 |
| 4 sem M4-            | Siegfried Brietzke · Andreas Decker · Stefan Semmler · Wolfgang Mager · Alemanha Oriental ·                       | Raul Arnemann · Nikolái Kusnetsov · Posdeyev · Anushavan Gasan-Dzhalilov · União Soviética ·               | Simion · Gall · Georgescu · Nistoroiu · Roménia ·                                                                    |
| 4 com M4+            | Vladimir Eshinov · Nikolái Ivanov · Alexandr Sema · Alexandr Klepikov · Alexandr Lukianov (t) · União Soviética · | Andreas Schulz · Rüdiger Kunze · Walter Dießner · Ulrich Dießner · Wolfgang Groß (t) · Alemanha Oriental · | Hans-Johann Färber · Ralph Kuball · Peter-Michael Kolbe · Peter Niehusen · Hartmut Wenzel (t) · Alemanha Ocidental · |
| 8 con timonel M8+    | Alemanha Oriental ·                                                                                               | União Soviética ·                                                                                          | Nova Zelândia · |
| Scull ind. leve LM1X | Reto Wyss · Suíça ·                                                                                               | Raimund Haberl · Áustria ·                                                                                 | William Belden · Estados Unidos ·                                                                                    |
| 4 sem ligero LM4-    | Francis Pelegri · André Coupat · Michel Picard · André Picard · França ·                                          | Reino Unido ·                                                                                              | Austrália · |
| 8 com ligero LM8+    | Alemanha Ocidental ·                                                                                              | Estados Unidos ·                                                                                           | Reino Unido · |

- (t) - timoneiro

### Feminino
| Event                    | Ouro | Prata                                                                                         | Bronze                                                                             |
| ------------------------ | --- | --------------------------------------------------------------------------------------------- | ---------------------------------------------------------------------------------- |
| Scull ind. W1X           | Christine Scheiblich · Alemanha Oriental ·                                                                 | Mariann Ambrus · Hungria ·                                                                    | Genovaite Ramoshkiene · União Soviética ·                                          |
| Doble scull W2X          | Elena Antonova · Galina Yermolayeva · União Soviética ·                                                    | Sabine Jahn · Petra Bösler · Alemanha Oriental ·                                              | Svetla Otsetova · Zdravka Yordanova · Bulgária ·                                   |
| 4 scull con timonel W4X+ | Roswietha Reichel · Ursula Unger · Jutta Lau · Anke Grünberg · Liane Weigelt (t) · Alemanha Oriental ·     | Iskra Velinova · Verka Alexeyeva · Vladimirova · Svetla Gincheva · Vrakilova (t) · Bulgária · | Zherbak · Ivchenkova · Beliayeva · Marishkina · Moiseyenko (t) · União Soviética · |
| Dois sem W2-             | Sabine Dähne · Angelika Noack · Alemanha Oriental ·                                                        | Zhigovskaya · Veinberga · União Soviética ·                                                   | Chertic · Marlene Predescu · Roménia ·                                             |
| 4 Com W4+                | Helma Lehmann · Henrietta Dobler · Dagmar Bauer · Irina Müller · Sabine Brincker (t) · Alemanha Oriental · | Maria Modeva · Reni Yordanova · Liliana Vaseva · Ginka Gurova · Panayotova (t) · Bulgária ·   | Einöder · Eckbauer · Leifermann · Gondolatsch · Thienel (t) · Alemanha Ocidental · |
| 8 Com W8+                | Alemanha Oriental ·                                                                                        | Estados Unidos ·                                                                              | Roménia ·                                                                          |

- (t) - timoneira

## Quadro de medalhas
| Ordem | País               | Medalha de ouro | Medalha de prata | Medalha de bronze | Total |
| ----- | ------------------ | --------------- | ---------------- | ----------------- | ----- |
| 1     | Alemanha Oriental  | 10              | 3                | 1                 | 14    |
| 2     | União Soviética    | 2               | 3                | 3                 | 8     |
| 3     | Alemanha Ocidental | 2               | 0                | 3                 | 5     |
| 4     | França             | 1               | 0                | 0                 | 1     |
| 4     | Noruega            | 1               | 0                | 0                 | 1     |
| 4     | Suíça              | 1               | 0                | 0                 | 1     |
| 7     | Bulgária           | 0               | 3                | 1                 | 4     |
| 8     | Estados Unidos     | 0               | 2                | 1                 | 3     |
| 9     | Reino Unido        | 0               | 1                | 2                 | 3     |
| 10    | Áustria            | 0               | 1                | 0                 | 1     |
| 10    | Tchecoslováquia    | 0               | 1                | 0                 | 1     |
| 10    | Hungria            | 0               | 1                | 0                 | 1     |
| 10    | Irlanda            | 0               | 1                | 0                 | 1     |
| 10    | Polónia            | 0               | 1                | 0                 | 1     |
| 15    | Romênia            | 0               | 0                | 3                 | 3     |
| 16    | Austrália          | 0               | 0                | 1                 | 1     |
| 16    | Nova Zelândia      | 0               | 0                | 1                 | 1     |
| 16    | Países Baixos      | 0               | 0                | 1                 | 1     |
|       | TOTAL              | 17              | 17               | 17                | 51    |